# Adrian Strzałkowski
Adrian Strzałkowski (ur. 28 marca 1990 w Szczecinie) – polski lekkoatleta, specjalizujący się w skoku w dal. 
Odpadł w eliminacjach młodzieżowych mistrzostw Europy (2011) oraz halowych mistrzostw Europy (2013). We wrześniu 2013 został w Nicei mistrzem igrzysk frankofońskich. 
Medalista mistrzostw Polski seniorów ma w dorobku jeden złoty (Toruń 2013) i jeden srebrny (Szczecin 2014) medal. Czterokrotnie stawał na podium halowych mistrzostw Polski zdobywając trzy złota (Spała 2013, Sopot 2014 i Toruń 2015) oraz srebro (Spała 2012). Strzałkowski był medalistą mistrzostw Polski w kategoriach młodzieżowców (złoto – Radom 2012 oraz srebro – Gdańsk 2011).
Rekordy życiowe: stadion – 8,02 (31 lipca 2014, Szczecin); hala – 8,18 (7 marca 2014, Sopot) halowy rekord Polski.

## Osiągnięcia
| Rok  | Impreza                        | Miejsce  | Lokata            | Wynik |
| ---- | ------------------------------ | -------- | ----------------- | ----- |
| 2011 | Młodzieżowe mistrzostwa Europy | Ostrawa  | el. – 18. miejsce | 7,26  |
| 2013 | Halowe mistrzostwa Europy      | Göteborg | el. – 10. miejsce | 7,87  |
| 2013 | Igrzyska frankofońskie         | Nicea    | 1. miejsce        | 7,99w |
| 2014 | Halowe mistrzostwa świata      | Sopot    | 6. miejsce        | 7,96  |
| 2014 | Mistrzostwa Europy             | Zurych   | 12. miejsce       | 7,63  |
| 2015 | Halowe mistrzostwa Europy      | Praga    | el. – 12. miejsce | 7,70  |